# Командування морської піхоти України
Командування морської піхоти (КМП, в/ч А2022) — орган військового управління на який покладено планування і застосування наземного компонента Військово-морських сил України та проведення десантних операцій, ведення протидесантних операції і бойових дій у складі угруповання військ на окремих напрямках. КМП створене відповідно до плану реформування ВМС України, для оптимізації управління окремими напрямами.

## Історія
1 лютого 2018 року Указом Президента України № 39/2018 було створено Командування морської піхоти, на виконання спільної директиви Міністерства оборони України та Генерального штабу Збройних Сил України. Це відбувалося відповідно до плану реформування Військово-морських сил України, згідно з вимогами затвердженого Президентом України Стратегічного оборонного бюлетеня України. Цим досягалася оптимізація управління окремими напрямками, тому ВМС поділили на Морське командування і Командування морської піхоти (КМП). 6 березня 2018 року у Миколаєві командувач ВМС ЗС України віцеадмірал Ігор Воронченко представив особовому складу гарнізону, командувача морської піхоти — генерал-майора Юрія Содоля. До складу КМП увійшли дві бригади — 36-та морської піхоти і 406-та артилерійська, 32-й реактивний артилерійський полк, три окремих батальйони морської піхоти та інші частини.
На початку листопада 2018 року, в селі Дачне Одеської області почали формувати бригаду морської піхоти. До кінця того ж року, танковий батальйон новоствореної 35-ї бригади почав отримувати на озброєння модернізовані танки Т-80БВ, ставши таким чином другим танковим підрозділом в Морській піхоті, на озброєнні яких є танки Т-80.
У 2019 році на Херсонщині у складі Командування морської піхоти сформовано нову розвідувальну частину — 140-й окремий розвідувальний батальйон (в/ч А0878).
Також у 2019 році на Миколаївщині в місті Очаків, сформовано 7-й окремий зенітний ракетний дивізіон (в/ч А0350), який мав на озброєні модернізований зенітний ракетний комплекс С-125-2Д1.
Для більш ефективної підготовки майбутніх військовослужбовців контрактників із морської піхоти, 7 липня 2020 року на базі 198-го навчального центру Військово-Морських Сил ЗС України було розпочато формування Школи морського піхотинця. Навчання у Школі триватимуть понад три місяці за модульним принципом, дисципліни різні (топографія, тактика, психологія, вогнева підготовка тощо). Першим начальником Школи морської піхоти призначено підполковника Ігоря Куцаря. У листопаді того ж року, Кабінет міністрів України погодив передислокацію цілого ряду військових частин Військово-морських сил України. Зокрема, серед інших будуть передислоковані підрозділи 406-ї артилерійської бригади — окремий артилерійський дивізіон (в/ч А1804) з Миколаєва до Очакова, а також окремий гарматний дивізіон (в/ч А2611) з Сарати Одеської області до Бердянська.
На початку січня 2021 року у ВМС створили окремий ракетний дивізіон, що в майбутньому матиме на озброєнні береговий ракетний комплекс «Нептун». Вже 15 березня 2021 року 65-й окремий береговий ракетний дивізіон ВМС України отримав елементи комплексу «Нептун» для початку практичної підготовки своїх розрахунків. Це були командний пункт, самохідну пускову установку, транспортно-заряджальну машину, транспортну машину і інше супутнє обладнання.

## Структура
- Центральний апарат командування (в/ч А2022, м. Миколаїв)
- 35-та окрема бригада морської піхоти імені контрадмірала Михайла Остроградського (с. Дачне, Одеська область)
- 36-та окрема бригада морської піхоти імені контрадмірала Михайла Білинського (м. Миколаїв)
- 37-ма окрема бригада морської піхоти
- 38-ма окрема бригада морської піхоти
- 503-й окремий батальйон морської піхоти (м. Маріуполь)
- 406-та окрема артилерійська бригада імені генерал-хорунжого Олексія Алмазова (м. Миколаїв)
- 32-й реактивний артилерійський полк (с. Алтестове, Одеська область)
- 140-й окремий розвідувальний батальйон (м. Скадовськ, Херсонська область)[10]
- 7-й окремий зенітний ракетний дивізіон(інші мови) (м. Очаків, Миколаївська область)[16][17]
- Полігон морської піхоти (Олешківські піски)[18]

## Командування

### Командувач
- 2018—2024: генерал-лейтенант Содоль Юрій Іванович[19]
- з 2024: генерал-майор Делятицький Дмитро Євгенович[20]

### Начальник штабу— перший заступник командувача
- з 2019: генерал-лейтенант Лучников Артем Володимирович[21]